# کیم یونگ جه (بازیگر، زاده ۱۹۹۵)
کیم یونگ جه (کره‌ای: 김영재؛ زادهٔ ۲۵ فوریه ۱۹۹۵) بازیگر اهل کره جنوبی است.

## فیلم‌شناسی

### مجموعه تلویزیونی
| سال  | عنوان                        | نقش                | شبکه              |
| ---- | ---------------------------- | ------------------ | ----------------- |
| ۲۰۱۱ | دختر گل من                   | جوانی گو سانگ هیوک | اس‌بی‌اس            |
| ۲۰۱۳ | دیگه نمی‌تونم تحمل کنم        | هوانگ جه مین       | جی‌تی‌بی‌سی          |
| ۲۰۱۳ | وارثان                       | جوانی کیم وون      | اس‌بی‌اس            |
| ۲۰۱۴ | سلام! مدرسه: لاو آن          | چوی جه سوک         | کی‌بی‌اس۲           |
| ۲۰۱۵ | داستان‌های بزرگ «خواهران کیم» | سانگ جون           | تی‌وی چوسان/تی‌وی‌ان |